# 神秘の丘
「神秘の丘」Running Up That Hill (A Deal With God)は、ケイト・ブッシュのアルバム『愛のかたち』に収録された楽曲。

## 解説
1983年、自宅のスタジオにて、フェアライトCMI、ヤマハCP-80、リンドラム等の機材を使いレコーディングされた。
1985年、アルバム『愛のかたち』からシングルカットされ、全英シングルチャート(Music Week)3位を記録した。
Netflixのドラマ『ストレンジャー・シングス 未知の世界』の劇中で使用されたことで話題になり、2022年7月30日付けの全米シングルチャート（ビルボードHot100）で3位を記録した。本国のイギリスでは、2022年6月17日付けの全英シングルチャートで1位を記録。1978年にリリースされたシングル「嵐が丘」以来の首位となった。